# Peking and Tientsin Times
Peking and Tientsin Times – chiński dziennik wydawany w Tiencinie, w języku angielskim od 1894 roku.